# Alekszandr Alekszandrovics Fagyejev
Alekszandr Alekszandrovics Fagyejev (Александр Александрович Фадеев, 1901. december 24. (a régi orosz naptár szerint december 11.) – 1956. május 13.), szovjet-orosz író.

## Magyarul
- Tizenkilenc partizán. Regény; ford. Madarász Emil; Centrizdat, Moszkva, 1931 (A "Sarló és Kalapács" könyvtára Szépirodalmi sorozat)
- Vajna és a férfiak. Regény; ford. Kövér György; Lux, Bp., 1944
- Tizenkilencen. Regény; ford. Madarász Emil, bev. Illés Béla; Új Magyar Könyvkiadó, Bp., 1947
- Az ifjú gárda; ford. Madarász Emil; Cserépfalvi, Bp., 1948 (Századunk mesterei)
- A szovjet dramaturgia visszamaradottságának néhány oka; 1949
- Partizánok; ford. Madarász Emil; Athenaeum Ny., Bp., 1950
- Az irodalmi kritika feladatai. Előadás, hozzászólások, zárszó; Szikra, Bp., 1950 (A szocialista kultúra időszerű kérdései)
- Az ifjú gárda; A. Fagyejev regényéből, H. P. Ohlepka nyomán, ford. Szendrő József, színpadra újra átdolgozta, rend. utasítások Szendrő Ferenc, díszletterv. Básthy István; Népszava, Bp., 1950 (Népi színjátszás)
- Zúg a Tajga; ford. Kemény József; Magyar Könyvtár, Pozsony, 1951
- Az ifjú gárda; ford. Madarász Emil; új, bőv. kiad.; Ifjúsági Kiadó, Bp., 1952
- Vereség; ford. Szemlér Ferenc, Dobó Ferenc, bev. Kovács János; Orosz Könyv, Bukarest, 1956
- Az utolsó udege; ford., utószó, jegyz. Lányi Sarolta; Magyar Helikon, Bp., 1960
- A proletár irodalom országútján; ford. Elbert János, Gellért György, vál., bev. Elbert János; Gondolat, Bp., 1962 (Aurora)

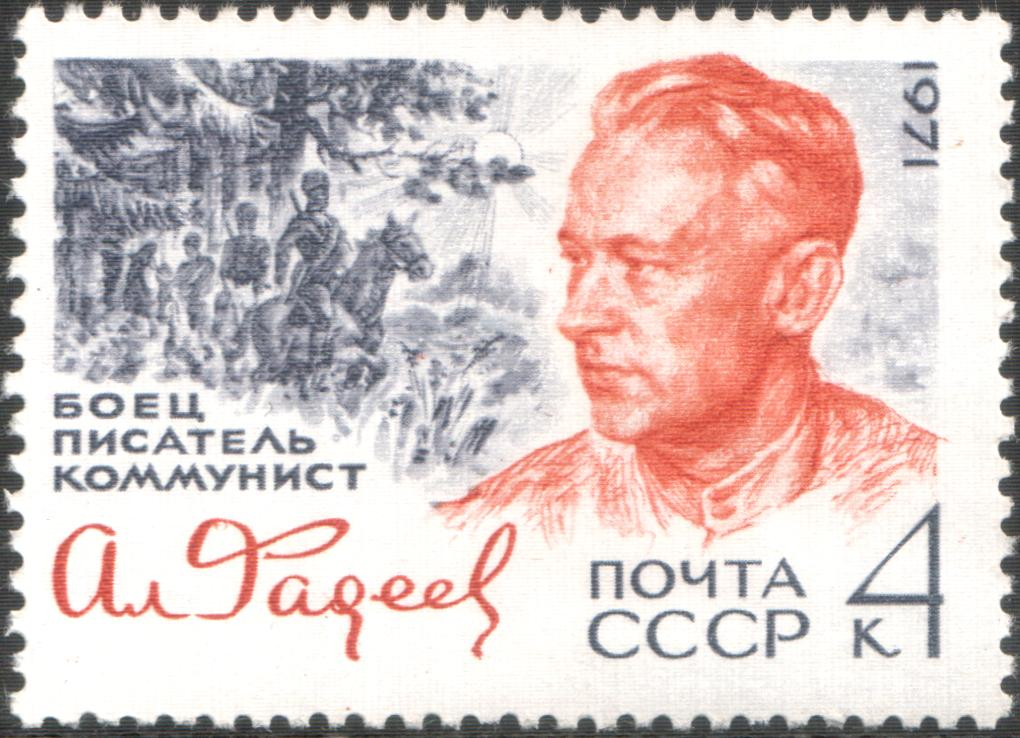
Szovjet bélyegen 1971-ből